# Fresno Football Club
Fresno Football Club foi uma agremiação esportiva da cidade de Fresno, Califórnia.  A partir de 2018 começou a disputar a United Soccer League.

## História
Fundado em 26 de julho de 2017, o Fresno FC foi anunciado como equipe de expansão da USL após muita negociação com a liga. Quando foi anunciada que a próxima franquia de expansão da USL seria de Fresno, inicialmente foi cogitado utilizar a marca do Fresno Fuego, equipe que disputa atualmente a Premier Development League, porém a equipe foi anunciada com nome e cores diferentes do Fuego.

## Estatísticas

### Participações
|  | Participações em 2018 |

| Competição     | Competição               | Temporadas | Melhor campanha | Estreia | Última | P | R |
| Estados Unidos | Lamar Hunt U.S. Open Cup | 1          | Estreia (2018)  | 2018    | 2018   |   | – |